# Eberhard Becker (Mathematiker)

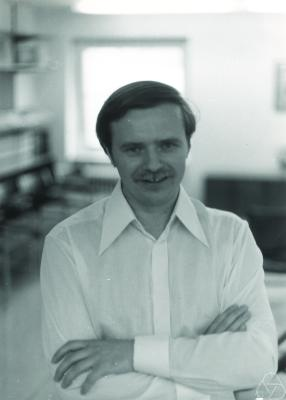
Eberhard Becker (1976)

Eberhard Becker (* 23. Juli 1943 in Stavenhagen) ist ein deutscher Mathematiker und emeritierter Professor für Algebra. Er war Rektor der Technischen Universität Dortmund.

## Leben
Becker studierte in Hamburg Physik und Mathematik. Dort promovierte er 1972 zum Thema Beiträge zur Theorie halbeinfacher quadratischer Algebren und habilitierte 1976 in Köln. Im Jahr 1979 wurde Becker in den Fachbereich Mathematik an der Universität Dortmund berufen.
Nach Tätigkeiten als Institutsleiter, Dekan und Senatsmitglied wurde Becker am 30. April 2002 Rektor der Universität Dortmund. Während seiner Amtszeit beschloss der Senat auf seinen Antrag die Umbenennung von „Universität Dortmund“ in „Technische Universität Dortmund“. Diese Entscheidung war insbesondere in den geisteswissenschaftlichen Fachbereichen nicht unumstritten, wurde auf der entscheidenden Senatssitzung aber mit zwei Dritteln der Stimmen bestätigt. Am 1. September 2008 wurde er von Ursula Gather abgelöst. Anlässlich seiner Emeritierung wurde am 7. November 2008 von der Fakultät für Mathematik ein Festkolloquium veranstaltet.

## Veröffentlichungen
- Beiträge zur Theorie halbeinfacher quadratischer Algebren. Hamburg 1972.